# Honskirch
Honskirch és un municipi francès, situat al departament del Mosel·la i a la regió del Gran Est. L'any 2007 tenia 204 habitants.

## Demografia

### Població
El 2007 la població de fet de Honskirch era de 204 persones. Hi havia 74 famílies, de les quals 14 eren unipersonals (7 homes vivint sols i 7 dones vivint soles), 19 parelles sense fills, 37 parelles amb fills i 4 famílies monoparentals amb fills.
La població ha evolucionat segons el següent gràfic:
Habitants censats

### Habitatges
El 2007 hi havia 83 habitatges, 73 eren l'habitatge principal de la família, 2 eren segones residències i 9 estaven desocupats. 81 eren cases i 3 eren apartaments. Dels 73 habitatges principals, 68 estaven ocupats pels seus propietaris, 4 estaven llogats i ocupats pels llogaters i 1 estava cedit a títol gratuït; 3 tenien dues cambres, 1 en tenia tres, 8 en tenien quatre i 60 en tenien cinc o més. 67 habitatges disposaven pel capbaix d'una plaça de pàrquing. A 27 habitatges hi havia un automòbil i a 39 n'hi havia dos o més.

### Piràmide de població
La piràmide de població per edats i sexe el 2009 era:
| Homes | Edats   | Dones |
| ----- | ------- | ----- |
| 0     | 95 o +  | 0     |
| 0     | 90 a 94 | 0     |
| 0     | 85 a 89 | 0     |
| 0     | 80 a 84 | 0     |
| 0     | 75 a 79 | 0     |
| 4     | 70 a 74 | 8     |
| 12    | 65 a 69 | 12    |
| 12    | 60 a 64 | 8     |
| 0     | 55 a 59 | 0     |
| 0     | 50 a 54 | 0     |
| 8     | 45 a 49 | 4     |
| 12    | 40 a 44 | 20    |
| 8     | 35 a 39 | 0     |
| 12    | 30 a 34 | 20    |
| 4     | 25 a 29 | 0     |
| 12    | 20 a 24 | 4     |
| 8     | 15 a 19 | 8     |
| 8     | 10 a 14 | 4     |
| 8     | 5 a 9   | 4     |
| 8     | 0 a 4   | 4     |

## Economia
El 2007 la població en edat de treballar era de 132 persones, 96 eren actives i 36 eren inactives. De les 96 persones actives 86 estaven ocupades (53 homes i 33 dones) i 9 estaven aturades (2 homes i 7 dones). De les 36 persones inactives 13 estaven jubilades, 7 estaven estudiant i 16 estaven classificades com a «altres inactius».
El 2009 a Honskirch hi havia 71 unitats fiscals que integraven 212 persones, la mediana anual d'ingressos fiscals per persona era de 18.180 €.
Dels 4 establiments que hi havia el 2007, 1 era d'una empresa de fabricació d'altres productes industrials, 2 d'empreses de construcció i 1 d'una empresa de serveis.
Dels 2 establiments de servei als particulars que hi havia el 2009, 1 era un guixaire pintor i 1 fusteria.
L'any 2000 a Honskirch hi havia 18 explotacions agrícoles que ocupaven un total de 550 hectàrees.

## Equipaments sanitaris i escolars
El 2009 hi havia una escola elemental integrada dins d'un grup escolar amb les comunes properes formant una escola dispersa.

## Poblacions més properes
El següent diagrama mostra les poblacions més properes.